# Torna az 1996. évi nyári olimpiai játékokon
Az 1996. évi nyári olimpiai játékokon a tornában tizenhat versenyszámban osztottak érmeket.

## Férfi

### Éremtáblázat
A táblázatban a rendező ország csapata eltérő háttérszínnel, az egyes számoszlopok legmagasabb értéke vagy értékei vastagítással kiemelve.
| Az 1996. évi nyári olimpiai játékok éremtáblázata férfi tornában | Az 1996. évi nyári olimpiai játékok éremtáblázata férfi tornában | Az 1996. évi nyári olimpiai játékok éremtáblázata férfi tornában | Az 1996. évi nyári olimpiai játékok éremtáblázata férfi tornában | Az 1996. évi nyári olimpiai játékok éremtáblázata férfi tornában | Olimpia  |
| ---------------------------------------------------------------- | ---------------------------------------------------------------- | ---------------------------------------------------------------- | ---------------------------------------------------------------- | ---------------------------------------------------------------- | -------- |
|                                                                  | Ország                                                           | Arany                                                            | Ezüst                                                            | Bronz                                                            | Összesen |
| 1.                                                               | Oroszország (RUS)                                                | 2                                                                | 1                                                                | 3                                                                | 6        |
| 2.                                                               | Kína (CHN)                                                       | 1                                                                | 2                                                                | 1                                                                | 4        |
| 3.                                                               | Ukrajna (UKR)                                                    | 1                                                                | 0                                                                | 1                                                                | 2        |
| 4.                                                               | Görögország (GRE)                                                | 1                                                                | 0                                                                | 0                                                                | 1        |
| 4.                                                               | Németország (GER)                                                | 1                                                                | 0                                                                | 0                                                                | 1        |
| 4.                                                               | Olaszország (ITA)                                                | 1                                                                | 0                                                                | 0                                                                | 1        |
| 4.                                                               | Svájc (SUI)                                                      | 1                                                                | 0                                                                | 0                                                                | 1        |
|                                                                  |                                                                  |                                                                  |                                                                  |                                                                  |          |
| 8.                                                               | Románia (ROU)                                                    | 0                                                                | 2                                                                | 0                                                                | 2        |
| 9.                                                               | Bulgária (BUL)                                                   | 0                                                                | 1                                                                | 0                                                                | 1        |
| 9.                                                               | Dél-Korea (KOR)                                                  | 0                                                                | 1                                                                | 0                                                                | 1        |
| 9.                                                               | Egyesült Államok (USA)                                           | 0                                                                | 1                                                                | 0                                                                | 1        |
| 9.                                                               | Magyarország (HUN)                                               | 0                                                                | 1                                                                | 0                                                                | 1        |
|                                                                  |                                                                  |                                                                  |                                                                  |                                                                  |          |
| 13.                                                              | Fehéroroszország (BLR)                                           | 0                                                                | 0                                                                | 4                                                                | 4        |
|                                                                  |                                                                  |                                                                  |                                                                  |                                                                  |          |
| Összesen                                                         | Összesen                                                         | 8                                                                | 9                                                                | 9                                                                | 26       |

### Érmesek
A táblázatban a rendező ország csapata eltérő háttérszínnel kiemelve.
| Az 1996. évi nyári olimpiai játékok érmesei férfi tornában | | | |
| Versenyszám                                                | Arany | Ezüst | Bronz |
| Gyűrű                                                      | Jury Chechi · Olaszország (ITA) · 9,887 | Csollány Szilveszter · Magyarország (HUN) · 9,812 | Nem adták ki |
| Gyűrű                                                      | Jury Chechi · Olaszország (ITA) · 9,887 | Dan Burincă · Románia (ROU) · 9,812 | Nem adták ki |
| Korlát                                                     | Rusztam Saripov · Ukrajna (UKR) · 9,837 | Jair Lynch · Egyesült Államok (USA) · 9,825 | Vital Scserba · Fehéroroszország (BLR) · 9,800 |
| Lólengés                                                   | Donghua Li · Svájc (SUI) · 9,875 | Marius Urzică · Románia (ROU) · 9,825 | Alekszej Nyemov · Oroszország (RUS) · 9,787 |
| Nyújtó                                                     | Andreas Wecker · Németország (GER) · 9,850 | Kraszimir Dunev · Bulgária (BUL) · 9,825 | Alekszej Nyemov · Oroszország (RUS) · 9,800 |
| Nyújtó                                                     | Andreas Wecker · Németország (GER) · 9,850 | Kraszimir Dunev · Bulgária (BUL) · 9,825 | Vital Scserba · Fehéroroszország (BLR) · 9,800 |
| Nyújtó                                                     | Andreas Wecker · Németország (GER) · 9,850 | Kraszimir Dunev · Bulgária (BUL) · 9,825 | Fan Pin (Fan Bin) · Kína (CHN) · 9,800 |
| Talaj                                                      | Joánisz Meliszanídisz · Görögország (GRE) · 9,850 | Li Hsziao-suang (Li Xiaoshuang) · Kína (CHN) · 9,837 | Alekszej Nyemov · Oroszország (RUS) · 9,800 |
| Ugrás                                                      | Alekszej Nyemov · Oroszország (RUS) · 9,787 | Jo Hongcshol (Yeo Hong-Cheol) · Dél-Korea (KOR) · 9,756 | Vital Scserba · Fehéroroszország (BLR) · 9,724 |
| Összetett egyéni                                           | Li Hsziao-suang (Li Xiaoshuang) · Kína (CHN) · 58,423 | Alekszej Nyemov · Oroszország (RUS) · 58,374 | Vital Scserba · Fehéroroszország (BLR) · 58,197 |
| Összetett csapat                                           | Oroszország (RUS) · Szergej Harkov · Nyikolaj Krjukov · Alekszej Nyemov · Jevgenyij Podgornij · Dmitrij Trus · Dmitrij Vaszilenko · Alekszej Voropajev · 576,778 | Kína (CHN) · Csang Csin-csing (Zhang Jinjing) · Fan Hung-pin (Fan Hongbin) · Fan Pin (Fan Bin) · Huang Hua-tung (Huang Huadong) · Huang Li-ping (Huang Liping) · Li Hsziao-suang (Li Xiaoshuang) · Sen Csien (Shen Jian) · 575,539 | Ukrajna (UKR) · Jurij Jermakov · Ihor Korobcsinszkij · Oleh Koszjak · Hrihorij Miszjutyin · Volodimir Samenko · Rusztam Saripov · Olekszandr Szvitlicsnij · 571,541 |

## Női

### Éremtáblázat
A táblázatban a rendező ország csapata eltérő háttérszínnel, az egyes számoszlopok legmagasabb értéke vagy értékei vastagítással kiemelve.
| Az 1996. évi nyári olimpiai játékok éremtáblázata női tornában | Az 1996. évi nyári olimpiai játékok éremtáblázata női tornában | Az 1996. évi nyári olimpiai játékok éremtáblázata női tornában | Az 1996. évi nyári olimpiai játékok éremtáblázata női tornában | Az 1996. évi nyári olimpiai játékok éremtáblázata női tornában | Olimpia  |
| -------------------------------------------------------------- | -------------------------------------------------------------- | -------------------------------------------------------------- | -------------------------------------------------------------- | -------------------------------------------------------------- | -------- |
|                                                                | Ország                                                         | Arany                                                          | Ezüst                                                          | Bronz                                                          | Összesen |
| 1.                                                             | Ukrajna (UKR)                                                  | 3                                                              | 1                                                              | 1                                                              | 5        |
| 2.                                                             | Egyesült Államok (USA)                                         | 2                                                              | 1                                                              | 1                                                              | 4        |
| 3.                                                             | Románia (ROU)                                                  | 1                                                              | 2                                                              | 5                                                              | 8        |
| 4.                                                             | Oroszország (RUS)                                              | 1                                                              | 2                                                              | 1                                                              | 4        |
| 5.                                                             | Spanyolország (ESP)                                            | 1                                                              | 0                                                              | 0                                                              | 1        |
|                                                                |                                                                |                                                                |                                                                |                                                                |          |
| 6.                                                             | Kína (CHN)                                                     | 0                                                              | 2                                                              | 0                                                              | 2        |
| 7.                                                             | Bulgária (BUL)                                                 | 0                                                              | 1                                                              | 0                                                              | 1        |
|                                                                |                                                                |                                                                |                                                                |                                                                |          |
| Összesen                                                       | Összesen                                                       | 8                                                              | 9                                                              | 8                                                              | 25       |

### Érmesek
A táblázatban a rendező ország versenyzői eltérő háttérszínnel kiemelve.
| Az 1996. évi nyári olimpiai játékok érmesei női tornában | | | |
| Versenyszám                                              | Arany | Ezüst | Bronz |
| Gerenda                                                  | Shannon Miller · Egyesült Államok (USA) · 9,862                                                                                                  | Lilija Podkopajeva · Ukrajna (UKR) · 9,825 | Gina Gogean · Románia (ROU) · 9,787                                                                                                |
| Felemás korlát                                           | Szvetlana Horkina · Oroszország (RUS) · 9,850 | Pi Ven-csing (Bi Wenjing) · Kína (CHN) · 9,837 | Nem adták ki |
| Felemás korlát                                           | Szvetlana Horkina · Oroszország (RUS) · 9,850 | Amy Chow · Egyesült Államok (USA) · 9,837 | Nem adták ki |
| Ugrás                                                    | Simona Amânar · Románia (ROU) · 9,825 | Mo Huj-lan (Mo Huilan) · Kína (CHN) · 9,768 | Gina Gogean · Románia (ROU) · 9,750                                                                                                |
| Talaj                                                    | Lilija Podkopajeva · Ukrajna (UKR) · 9,887 | Simona Amânar · Románia (ROU) · 9,850 | Dominique Dawes · Egyesült Államok (USA) · 9,837                                                                                   |
| Összetett egyéni                                         | Lilija Podkopajeva · Ukrajna (UKR) · 39,255 | Gina Gogean · Románia (ROU) · 39,075 | Simona Amânar · Románia (ROU) · 39,067                                                                                             |
| Összetett egyéni                                         | Lilija Podkopajeva · Ukrajna (UKR) · 39,255 | Gina Gogean · Románia (ROU) · 39,075 | Lavinia Miloșovici · Románia (ROU) · 39,067                                                                                        |
| Összetett csapat                                         | Egyesült Államok (USA) · Amanda Borden · Amy Chow · Dominique Dawes · Shannon Miller · Dominique Moceanu · Jaycie Phelps · Kerri Strug · 389,225 | Oroszország (RUS) · Jelena Dolgopolova · Rozalija Galijeva · Jelena Groseva · Szvetlana Horkina · Gyina Kocsetkova · Jevgenyija Kuznyecova · Okszana Ljapina · 388,075 | Románia (ROU) · Simona Amânar · Gina Gogean · Ionela Loaieş · Alexandra Marinescu · Lavinia Miloșovici · Mirela Ţugurlan · 388,246 |

## Ritmikus gimnasztika
| Az 1996. évi nyári olimpiai játékok érmesei ritmikus gimnasztikában | | | |
| Versenyszám                                                         | Arany | Ezüst | Bronz |
| Egyéni                                                              | Katerina Szerebrjanszka · Ukrajna (UKR)                                                                                      | Janyina Batirsina · Oroszország (RUS)                                                                               | Olena Vitricsenko · Ukrajna (UKR)                                                                                               |
| Csapat                                                              | Spanyolország (ESP) · Marta Baldó · Nuria Cabanillas · Estela Giménez · Lorena Guréndez · Tania Lamarca · Estíbaliz Martínez | Bulgária (BUL) · Ina Delcseva · Valentina Kevlijan · Marija Koleva · Maja Tabakova · Ivelina Taleva · Vjara Vataska | Oroszország (RUS) · Jevgenyija Bocskarjova · Irina Dzjuba · Julija Ivanova · Angelina Juskova · Jelena Krivosej · Olga Stirenko |